# Dolmen vom Coll de la Llosa
Der Dolmen vom Coll de la Llosa ist eine Megalithanlage auf dem Gebirgspass Coll de la Llosa zwischen den Dörfern Bouleternère, Casefabre und Saint-Michel-de-Llotes im östlichen Vorland des Canigou-Massivs, im Norden des Département Pyrénées-Orientales in Frankreich. Der Dolmen dient seit alter Zeit – spätestens seit dem frühen 19. Jahrhundert – als Grenzmarkierung für die drei Orte.
Dolmen ist in Frankreich der Oberbegriff für neolithische Megalithanlagen aller Art (siehe: Französische Nomenklatur).

## Beschreibung
Der 1994 von Jean-Philippe Bocquenet restaurierte Gangdolmen (französisch Dolmen à couloir) stammt aus dem 4. Jahrtausend v. Chr., was ihn mit der neolithischen Kultur des Chasséen verbindet, die auch in den östlichen Pyrenäen beheimatet war. Er ist von einem Tumulus von zehn Metern Durchmesser umgeben. Wie andere Dolmen in der Region befindet sich die archäologische Stätte auf einem hohen Punkt, der die Umgebung dominiert, hier das tiefe Tal des Boulès.
Der 3,5 m lange Gang des Dolmens mündet rechtsbündig in eine etwa quadratische Kammer, die von sechs Tragsteinen begrenzt wird. Einer schien seine ursprüngliche Position behalten zu haben, die anderen waren geneigt oder vor der Restaurierung des Dolmens verschoben worden. Die Kammer ist mit einer überkragenden Platte (2,4 m lang, 1,5 m breit und 0,35 m dick) bedeckt, die nach Jean Abélanet (1925–2019) Gravuren in Form von 34 Kreuzen und 82 Schälchen trägt. Die Kammer war in alten Zeiten geplündert worden. Der Boden war tief eingegraben, so dass die Stabilität der Platten gefährdet war.

Dolmen vom Coll de la Llosa
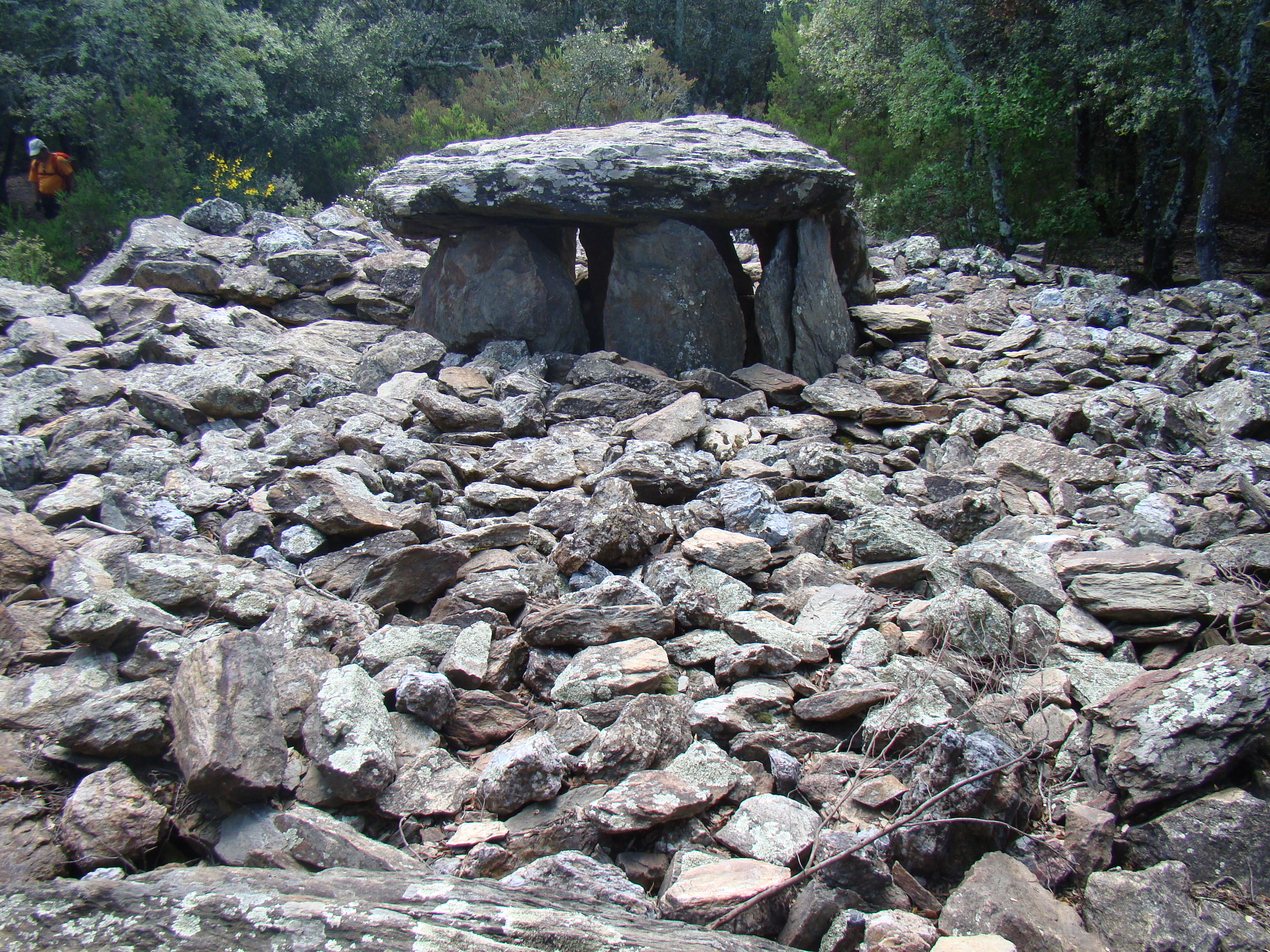
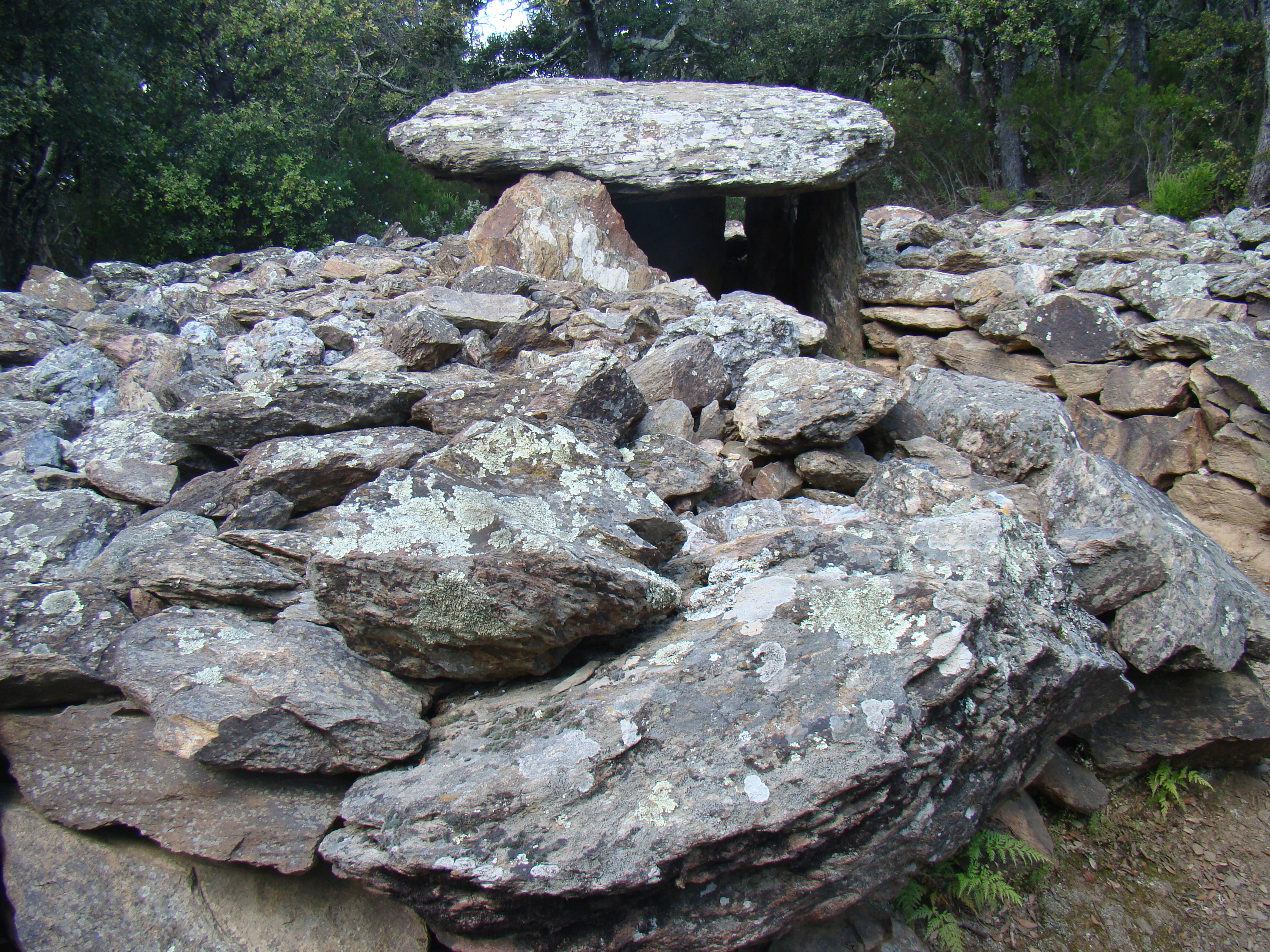
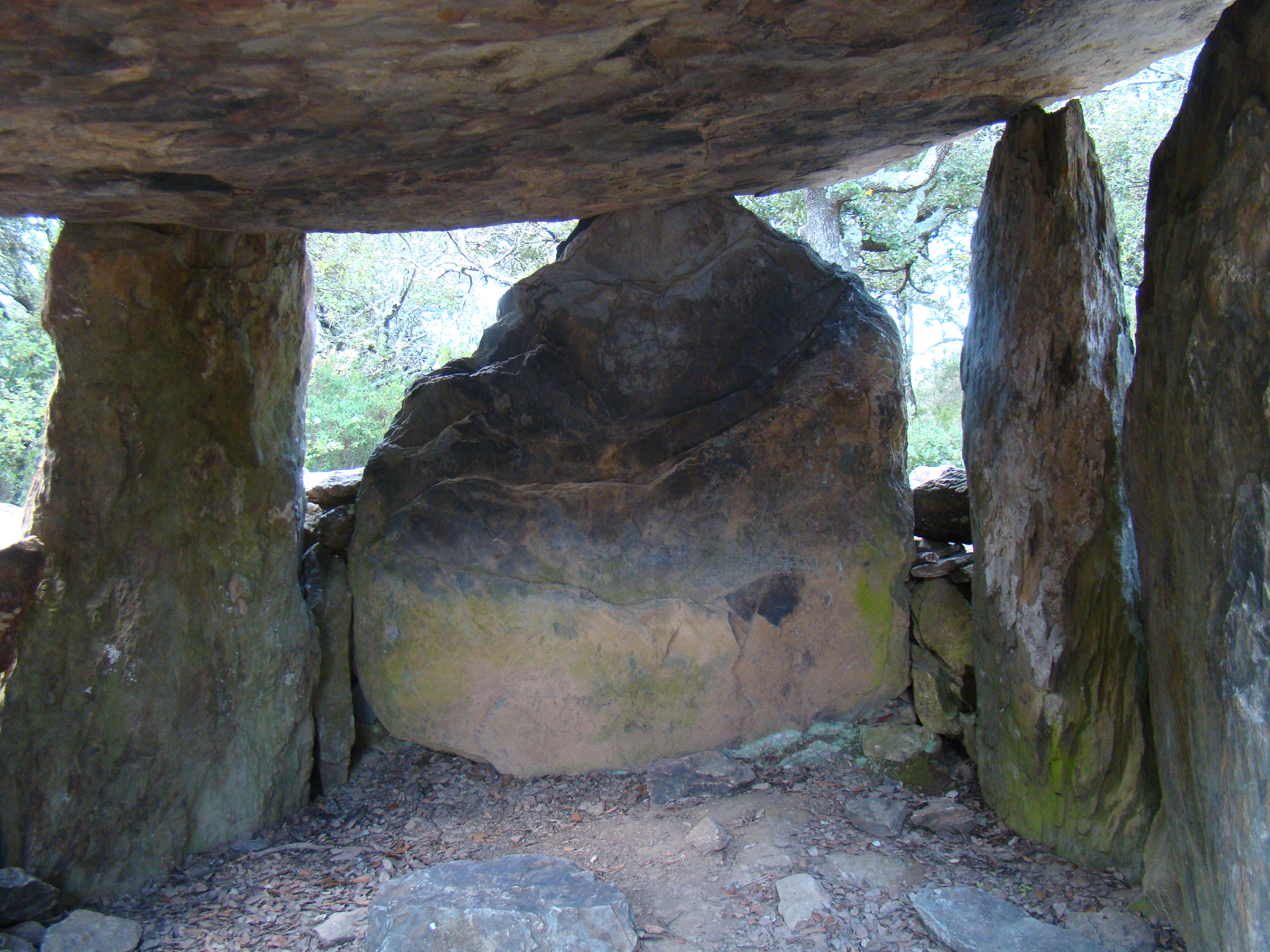

Er wurde 1934 von Eugène Devaux zuerst beschrieben. 1949 folgte eine Studie von Pierre Ponsich (1912–1999) und Maurice Iché und 1996 von Jean-Philippe Bocquenet.
In der Nähe befinden sich der Dolmen de les Rieres und der Dolmen de Creu de la Llosa.